# Pedro Lombardo
No debe confundirse con el homónimo arquitecto renacentista veneciano Pietro Lombardo (siglo XV).
Pedro Lombardo (en italiano Pietro Lombardo o Pier Lombardo (Lumellogno, Novara, c. 1100-París, 20 de julio de 1160) fue un teólogo escolástico, filósofo y obispo del siglo XII.

## Vida y obra

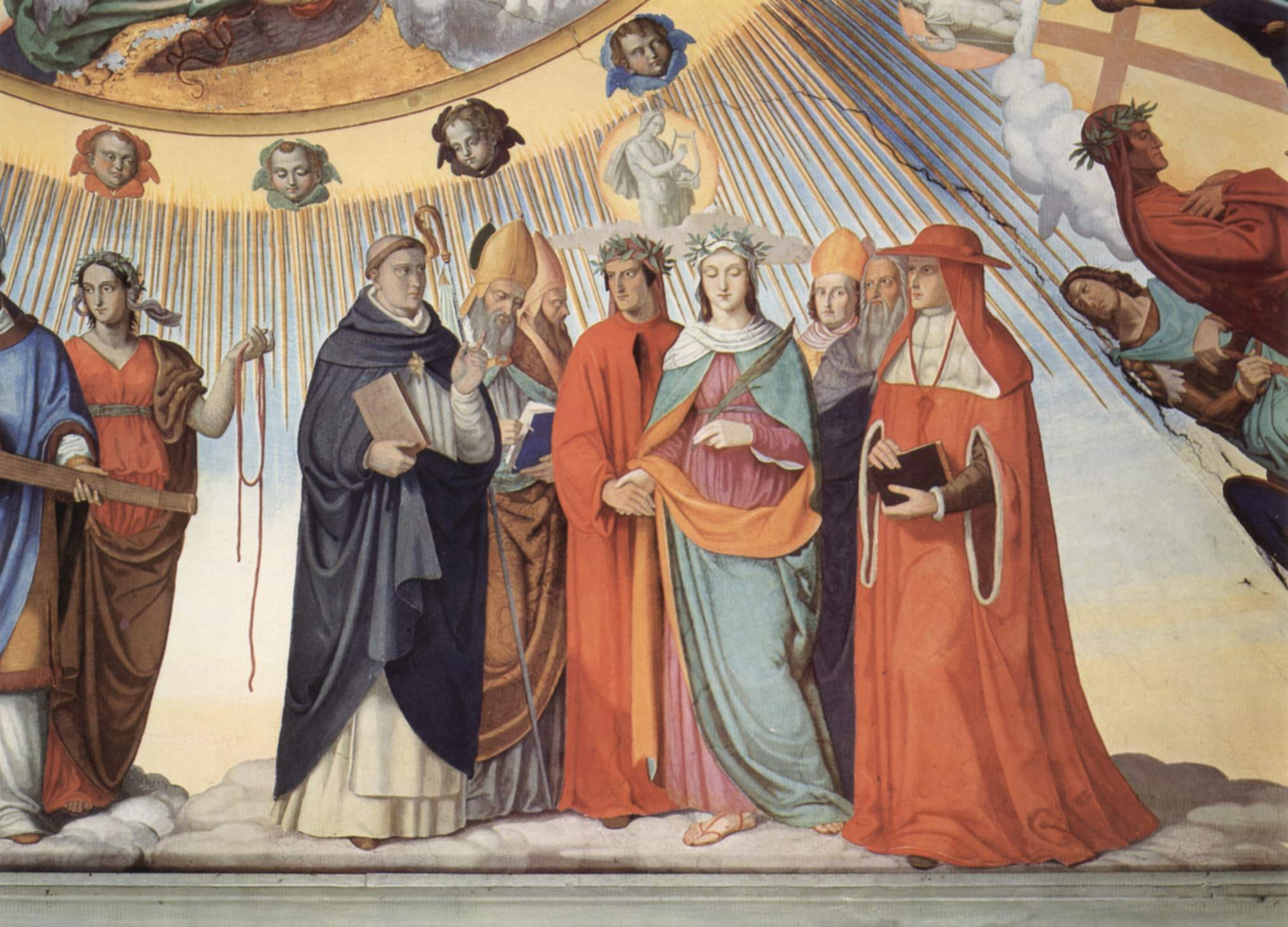
Dante y Beatriz con Tomás de Aquino, Alberto Magno, Pedro Lombardo y Sigerio de Brabante, fresco de Philipp Veit, 1817-1827.

Pedro Lombardo nació cerca de Novara en el seno de una familia pobre. Su fecha de nacimiento se situaría, probablemente, entre 1095 y 1100. Nada se sabe de cierto en cuanto a sus orígenes, su clase social o su educación de joven. Los primeros treinta años de la vida de Pedro continúan estando vacíos históricamente. 
Su educación empezó probablemente en Italia, en las escuelas catedralicias de Novara y Lucca. El patronazgo de Otón, obispo de Lucca, y de Bernardo de Claraval le permitieron dejar Italia y continuar sus estudios en Reims y París. Lombardo llegó a París en 1136. No hay hechos probados en relación con sus andanzas por París hasta 1142, cuando es reconocido como escritor y maestro. En París, entró en contacto con Pedro Abelardo y Hugo de San Víctor, que estaban entre los teólogos destacados de su tiempo. Sobre 1145, Pedro se hizo magister, o profesor, en la escuela catedralicia de Nuestra Señora de París.
Las enseñanzas de Lombardo pronto ganaron reconocimiento. Puede suponerse que esta atención es lo que impulsó a los canónigos de Nuestra Señora a ofrecerle un puesto entre ellos. Era considerado un «celebrado teólogo» en 1144. La escuela parisina de canónigos no había contado entre ellos a un teólogo altamente considerado durante años. Los canónigos de Nuestra Señora eran miembros de la casa Capeto, familiares de esta dinastía bien por sangre, bien por matrimonio, nobleza de la isla de Francia o del valle del Loira oriental, o parientes de funcionarios reales. Por contraste, Pedro no tenía familia o conexiones eclesiásticas y ningún patrono político en Francia. Parece que lo invitaron a unirse a ellos tan solo por su mérito académico.
La fecha de su ordenación como sacerdote se desconoce. Era subdiácono en 1147. En el consejo de Reims, y posiblemente en el consistorio de París el año anterior, intervino como experto teólogo. En algún momento posterior a 1150 se convirtió en diácono y luego en archidiácono hacia 1156, o quizá ya en 1152. En 1159, fue nombrado obispo de París. Pedro fue consagrado aproximadamente durante la festividad de san Pedro y san Pablo, el 29 de junio de 1159.
Murió a finales de julio de 1160. Su epitafio y tumba estaban en la iglesia de San Marcelo en París antes de que fuera destruida durante la Revolución francesa. El epitafio mencionaba su fama como autor de los Cuatro libros de sentencias y glosas sobre los Salmos y las epístolas paulinas.
Su obra más famosa fueron los Libri quattuor sententiarum, que sirvieron como libro de texto teológico en las universidades medievales, desde los años 1220 hasta el siglo XVI. No hay otra obra semejante en la literatura cristiana, excepto la propia Biblia, que haya sido más comentada. Todos los grandes pensadores medievales, desde Bernardo de Claraval y Tomás de Aquino hasta Guillermo de Ockham y Gabriel Biel, fueron influidos por él. Incluso el joven Martín Lutero escribía glosas sobre las Sentencias.
Los Cuatro libros de sentencias son una compilación de textos bíblicos con pasajes relevantes de los Padres de la Iglesia, y muchos pensadores medievales, sobre teología cristiana. El genio de Pedro Lombardo radica en la selección de pasajes, su intento de reconciliarlos, donde parecen defender puntos de vista distintos, y la ordenación del material de modo sistemático. Así, los Cuatro libros empiezan con la Trinidad en el libro I, luego pasan a tratar la Creación en el libro II, a Cristo, el salvador de la creación caída, en el libro III, y se refieren a los Sacramentos, que median para lograr la gracia de Cristo, en el libro IV.
Su doctrina más famosa y controvertida en las Sentencias fue su identificación de la caridad con el Espíritu Santo en el libro I, distinción 17. También contenía la doctrina de que el matrimonio era consensual (y no necesitaba consumarse para ser considerado perfecto), a diferencia del análisis del jurista Graciano. La interpretación de Lombardo fue posteriormente asumida por el papa Alejandro III y tuvo un significativo impacto en la interpretación eclesiástica del matrimonio.